# Vela nos Jogos Pan-Americanos de 2011 - Hobie Cat 16
A competição da classe Hobie Cat 16 foi um dos eventos da vela nos Jogos Pan-Americanos de 2011, em Guadalajara. Foi disputada no Vallarta Yacht Club, em Puerto Vallarta, entre os dias no dia 17 e 23 de outubro.

## Calendário
Horário local (UTC-6).
| Data          | Horário | Fase              |
| ------------- | ------- | ----------------- |
| 17 de outubro | 13:45   | Regata 1          |
| 17 de outubro | 15:11   | Regata 2          |
| 18 de outubro | 13:17   | Regata 3          |
| 18 de outubro | 15:26   | Regata 4          |
| 19 de outubro | 13:59   | Regata 5          |
| 19 de outubro | 15:52   | Regata 6          |
| 21 de outubro | 14:13   | Regata 7          |
| 21 de outubro | 15:32   | Regata 8          |
| 22 de outubro | 13:48   | Regata 9          |
| 22 de outubro | 15:09   | Regata 10         |
| 23 de outubro | 14:40   | Regata da medalha |

## Medalhistas
| Ouro   | PUR Enrique Figueroa e Víctor Aponte   |
| Prata  | BRA Bernardo Arndt e Bruno Oliveira    |
| Bronze | GUA Jason Hess e José Daniel Hernández |

## Resultados
Na regata da medalha (M), somente os cinco melhores colocados até a 10ª regata participam. Nessa regata, a pontuação perdida é multiplicada por 2. O vencedor é aquele que obtiver um menor número de pontos perdidos. A pior pontuação é desconsiderada na classificação final.
| Pos.              | Velejadores                                             | Regata | Regata | Regata | Regata  | Regata | Regata | Regata | Regata  | Regata | Regata | Regata | Total de pontos | Pontuação final |
| Pos.              | Velejadores                                             | 1      | 2      | 3      | 4       | 5      | 6      | 7      | 8       | 9      | 10     | M      | Total de pontos | Pontuação final |
| ----------------- | ------------------------------------------------------- | ------ | ------ | ------ | ------- | ------ | ------ | ------ | ------- | ------ | ------ | ------ | --------------- | --------------- |
| Medalha de ouro   | PUR Porto Rico Enrique Figueroa Víctor Aponte           | 1      | 3      | 4      | 1       | (8)    | 2      | 2      | 1       | 3      | 1      | 8      | 34              | 26              |
| Medalha de prata  | BRA Brasil Bernardo Arndt Bruno Oliveira                | 2      | 2      | 5      | 6       | 2      | 1      | 1      | 3       | 1      | (8)    | 4      | 35              | 27              |
| Medalha de bronze | GUA Guatemala Jason Hess José Daniel Hernández          | 5      | 4      | 2      | 5       | 1      | 5      | 3      | (9) OCS | 2      | 5      | 2      | 43              | 34              |
| 4                 | VEN Venezuela Yamil Saba Gonzalo Cendra                 | 7      | 1      | 1      | 2       | 7      | 7      | 5      | (9) OCS | 8      | 3      | 6      | 56              | 47              |
| 5                 | MEX México Javier Cabildo Katia Real                    | 4      | 5      | 6      | (7)     | 6      | 4      | 7      | 4       | 4      | 2      | 10     | 59              | 52              |
| 6                 | USA Estados Unidos Gregory Thomas John Williams         | 3      | 7      | 3      | (9) DNF | 3      | 3      | 6      | 5       | 6      | 7      | –      | 52              | 43              |
| 7                 | CAN Canadá Daniel Borg Marshall Champ                   | (8)    | 8      | 8      | 3       | 4      | 8      | 4      | 2       | 7      | 4      | –      | 56              | 48              |
| 8                 | ARG Argentina Lucas González Smith Moira González Smith | 6      | 6      | 7      | 4       | 5      | 6      | 8      | (9) OCS | 5      | 6      | –      | 62              | 53              |

### Vela
| M   | Regata da Medalha da qual só participam os dez primeiros colocados das regatas anteriores  |  |  | CAN | Regata cancelada |
| BFD | Desclassificado por bandeira preta (Black Flag Disqualified)                               |  |  |     |                  |
| UFD | Desclassificado por bandeira "U" (U Flag Disqualified)                                     |  |  |     |                  |
| OCS | Largada queimada (On the Course Side of the starting line)                                 |  |  |     |                  |
| DNE | Desclassificação sem eliminação (infração a um item do regulamento da prova – Did Not End) |  |  |     |                  |